# 주앙 마리아 리마 두 나시멘투
주앙 마리아 리마 두 나시멘투(포르투갈어: João Maria Lima do Nascimento, 1982년 9월 4일 나타우 ~ ) 또는 리마는 브라질의 축구 선수로, 세아라 SC에서 공격수로 뛰고 있다. K리그 시절 등록명은 리마이다.

## 클럽 경력
2010년 FC 서울에 여름 이적시장에 영입이 되어 기대를 모았지만 R리그에서만 2경기를 출장하고 정규리그에서는 1경기도 출장하지 못한채 브라질로 돌아갔다.